# Castello di Sully-sur-Loire

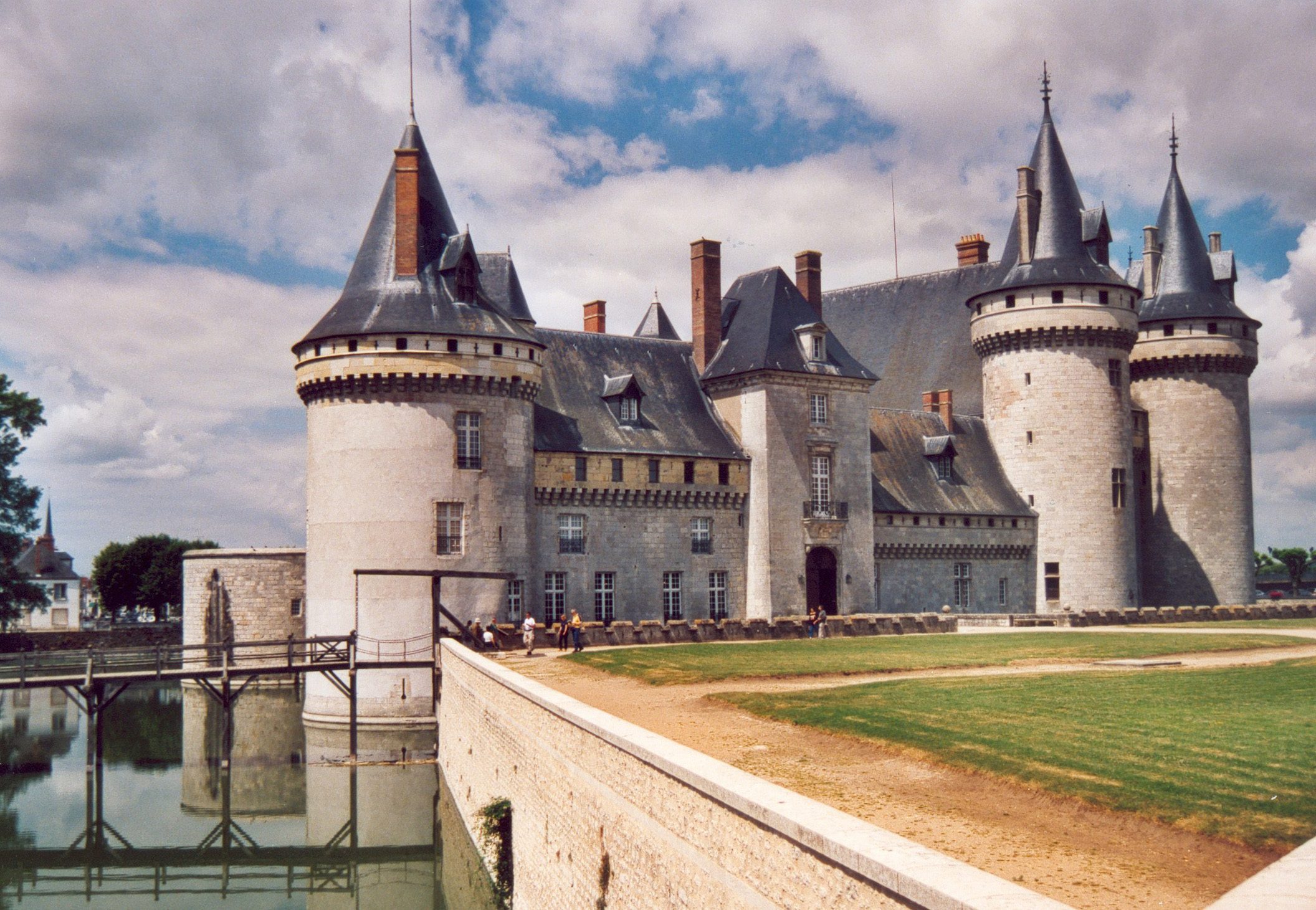
Lato orientale

Il castello di Sully-sur-Loire (/syˈli syʁ lwaʁ/) è un castello rinascimentale situato sulla riva sinistra della Loira, nella città omonima. Fa parte dei castelli della Loira e si trova al limite orientale della valle della Loira, classificata come patrimonio dell'umanità dall'UNESCO nel 2000.

## Storia
Il castello è menzionato nel 1102 come "Castrum Soliacense" e venne edificato a controllo di un ponte in pietra sul fiume, probabilmente di epoca romana, distrutto nel 1363 da un'alluvione. A seguito di contrasti tra Enrico di Sully e il vescovo di Orléans passò brevemente in possesso del re di Francia Filippo Augusto, che vi fece costruire una grande torre cilindrica, oggi scomparsa. I resti della torre furono messi in luce negli anni 1990 nel cortile. Nel 1218 il castello era già stato restituito al suo originario proprietario.
Il possedimento passò quindi nel 1382 a Guido della Trémoille, che aveva sposato Maria, ultima erede dei signori di Sully. Nel 1395 fu iniziata una totale ricostruzione del complesso, progettata da Raymond du Temple, architetto del re e del duca di Orléans. Il castello fu danneggiato nel corso delle guerre di religione e nel 1563 venne distrutta l'antica cappella.
Nel 1602 venne acquistato da Massimiliano di Béthune, detto il Grand Sully, ministro e consigliere del re Enrico IV, che nel 1606 ottenne il titolo di duca di Sully. Vennero intrapresi importanti lavori di trasformazione e venne sistemato un parco. Durante la Rivoluzione francese vennero smantellate alcune mura di difesa e torri. Il castello restò in possesso della famiglia dei duchi di Sully fino al 1807, passando poi ad un lontano ramo collaterale, che lo mantenne fino al 1962. Nel 1918 l'ala orientale venne fortemente danneggiata da un incendio. Attualmente è di proprietà del dipartimento del Loiret.

## Descrizione
Il castello è circondato da fossati, alimentati dalla Sange, piccolo affluente della Loira.

### IlDonjon(XIV secolo)

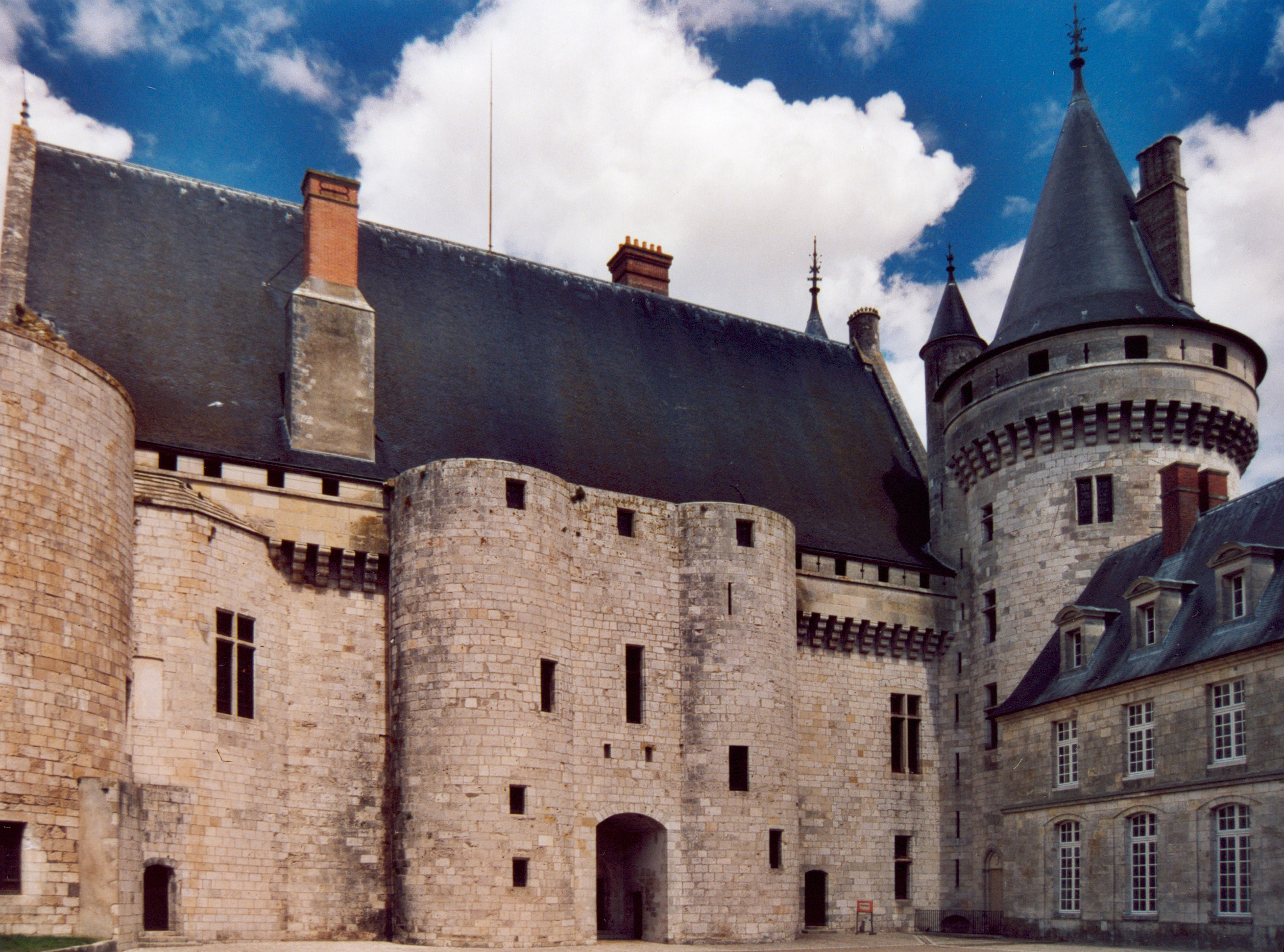
L'accesso del "Donjon" dalla corte.

Sul lato nord sorge un corpo di fabbrica ("Donjon") a pianta rettangolare (40 x 15 m), costruito alla fine del XIV secolo. Presenta torri cilindriche molto sporgenti agli angoli (ad ovest le torri di Nouvion e di Villebon e sul lato est quelle della Chapelle d'Anguillon e di Verrines). Le torri sul lato orientale conservano ancora i merli e il tetto a punta.
La porta di accesso sul lato sud è fiancheggiata da due torri cilindriche e in origine era accessibile da un ponte levatoio che sorpassava un piccolo fossato oggi riempito. Un cammino di ronda munito di merli correva lungo tutto il perimetro.
L'edificio comprende sotterranei coperti a volta, un piano terra con i servizi (cucina e dispensa) e il piano nobile con una grande sala di ricevimento e gli appartamenti di residenza. I diversi piani sono accessibili da una scala a chiocciola alloggiata nella torre sud-est dell'ingresso.
Particolarmente notevole la copertura dell'ultimo piano con la struttura lignea del tetto (conosciuta come "Grand Galetas") a forma di carena rovesciata, ancora molto ben conservata.
Gli spazi interni sono stati profondamente rimaneggiati all'epoca di Massimiliano di Béthune. Da notare, al primo piano, la grande sala con le sue porte il legno del XVII secolo, la pittura raffigurante il castello di Rosny-sur-Seine sopra la cappa del camino, e infine la porta di ferro che dà accesso allo studio di Sully. Vi sono inoltre conservati una serie di sei arazzi del XVII secolo della manifattura di Psyché, acquistati nel 1994.

### L'ala orientale

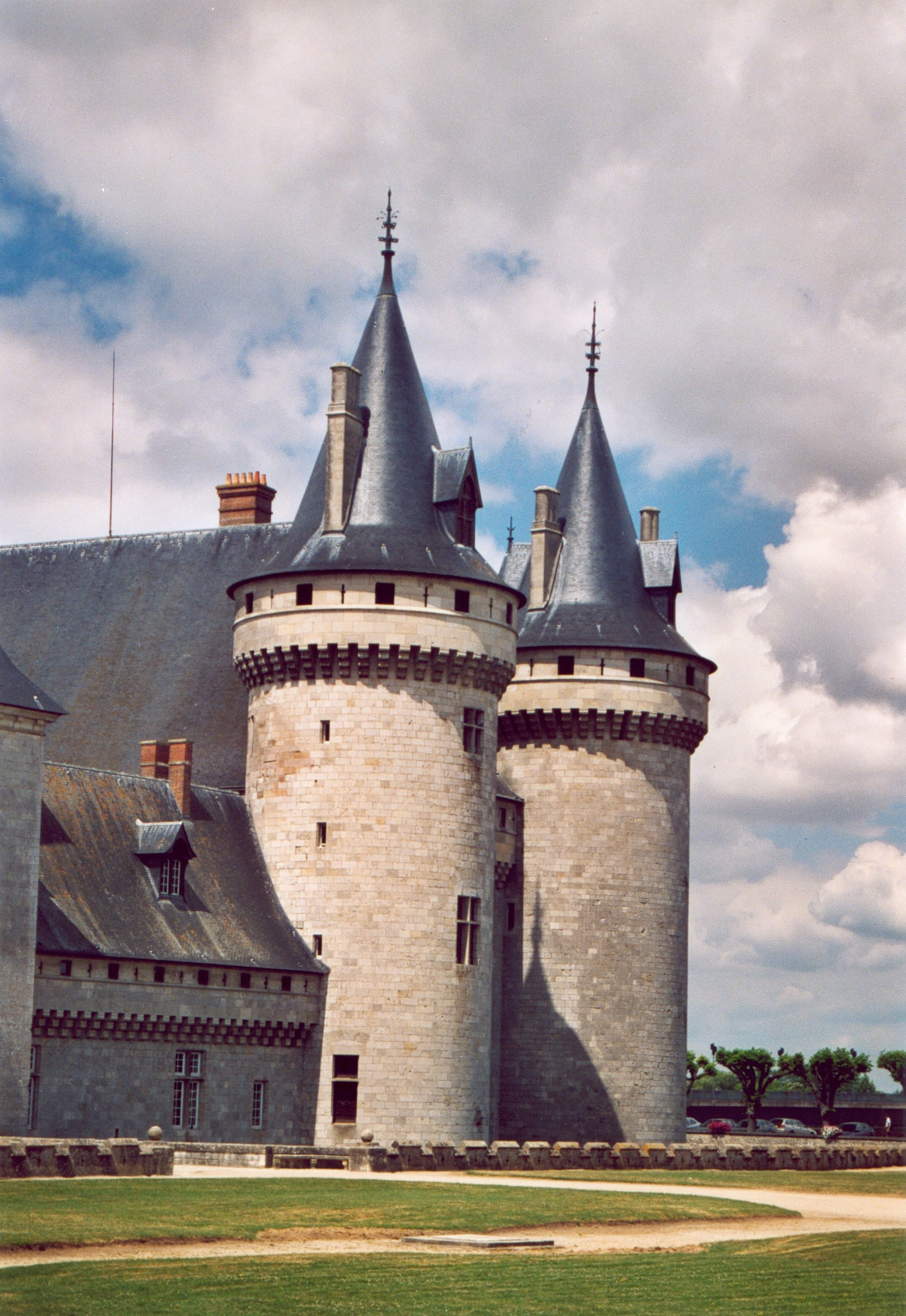
Le torri della Chapelle d'Anguillon e di Verrines sul lato est del "Donjon"

Davanti al "Donjon" si trova una vasta corte quadrangolare ("basse-cour", o "corte bassa"), costeggiata da due torri rotonde: quella a sud-est risale al XV secolo, sopra i resti di una torre più antica, mentre l'altra (Torre di Béthune), con diametro di 15 m e mura spesse 5 m, fu costruita all'epoca di Massimiliano di Béthune per ospitare i cannoni, ma attualmente conserva solo il piano terra. Vi si trovava inoltre la chiesa collegiata di Saint-Ythier, trasferita da Massimiliano di Béthune all'interno della città.
A sud-est della corte venne costruita una residenza più confortevole, il cosiddetto "Petit château" ("Castello piccolo"), che fu la residenza abituale dei signori di Sully. Gli interni vennero sistemati (decoro e arredamento) nel XIX secolo. Una porta inserita in una torre quadrata costituisce l'accesso principale al castello
Il fabbricato che collega il Petit château all'ala settentrionale venne aggiunto nel XVIII secolo e ricostruito dopo l'incendio del 1918.
Del parco resta oggi la vasta superficie, circondata da canali che vennero sistemati sotto Massimiliano di Béthune, allo scopo di riparare il castello dalle alluvioni della Loira.

## Interesse
L'edificio centrale di Sully offre un notevole esempio di costruzione con torri circolari della fine del XIV secolo. Interamente dedicato a funzioni di rappresentanza, fu raddoppiato da un alloggio privato, che conserva la medesima struttura interna, ma dal carattere più intimo, dando la misura della dicotomia tra pubblico e privato delle grandi corti principesche.